# Advanced Packaging Tool
apt (advanced packaging tool) — програма для встановлення, оновлення і вилучення програмних пакунків в операційних системах Debian і заснованих на них (Ubuntu, Linux Mint тощо). Apt також застосовується в деяких дистрибутивах на основі пакетного менеджера RPM, таких як Mandriva і ALT Linux. Здатна автоматично встановлювати і налаштовувати програми UNIX-подібних операційних систем як із заздалегідь скомпільованих пакунків, так і з джерельного коду.
Пакунки беруться із інтернет-репозиторіїв, або їх можна встановити з наявних носіїв. Список джерел пакунків зберігається у файлі /etc/apt/sources.list та у теці /etc/apt/sources.list.d/. Графічні оболонки для apt дозволяють легко додавати нові та вилучати непотрібні джерела.
apt (консольна команда apt-get) значно спрощує процес встановлення програм у командному режимі.
Для користувачів, що віддають перевагу графічному інтерфейсу, можуть бути зручнішими інші оболонки — Synaptic та Adept. Існує текстово‐графічний інтерактивний пакет (що використовує ncurses) — aptitude.
Розповсюджується безкоштовно, початковий код відкритий відповідно до умов користувацької угоди GNU General Public License.

## Можливості
Є бібліотекою, що надає іншим програмам (таким як apt-get або apt-secure) можливості для роботи з пакунками. Існує декілька графічних оболонок для apt:
- Adept package manager входить до дистрибутиву Kubuntu
- Aptitude — у текстовому та командному режимах
- Synaptic — простий і потужний графічний менеджер, створений на основі GTK+
- KPackage — компонент середовища робочого столу KDE

## Команди
```
sudo
 
apt
 
update
			 
Оновлення
 
баз
 
даних
 
пакунків
 
(
вказаних
 
в
 
/etc/apt/sources.list
)

sudo
 
apt
 
upgrade
		 
Оновлення
 
системи

apt
 
search
 
пакунок
		 
Пошук
 
пакунків
apt
 
search
 
^пакунок
      
Пошук
 
пакунків
 
за
 
регулярним
 
виразом
apt
 
show
 
пакунок
	     
Пошук
 
пакунків
 
та
 
виведення
 
інформації
 
про
 
пакет
sudo
 
apt
 
install
 
пакунок
 
Встановити
 
пакунок

sudo
 
apt
 
purge
 
пакунок
	 
Видалити
 
пакунок
 
та
 
його
 
конфігураційні
 
файли.
 
Можливе
 
використання
 
для
 
вже
 
видаленого
 
пакунка.
sudo
 
apt
 
remove
 
пакунок
	 
Видалити
 
пакунок
sudo
 
apt
 
autoremove
		 
Видалення
 
усіх
 
пакунків-сиріт

sudo
 
apt
 
autoclean
		 
Очищення
 
кешу
 
невстановлених
 
пакунків
sudo
 
apt
 
clean
 			 
Очищення
 
кешу
 
пакунків

sudo
 
apt
 
edit-sources
	 
Відкриває
 
файл
 
/etc/apt/sources.list
 
у
 
текстовому
 
редактору
 
для
 
редагування,
 
після
 
збереження
 
змін
 
і
 
закриття
 
редактора,
 
виконує
 
перевірку
 
файлу
 
на
 
предмет
 
помилок.
 
У
 
випадку
 
наявності
 
помилок,
 
виводить
 
пропозицію
 
на
 
повторне
 
редагування
 
файлу
 
для
 
виправлення
 
помилки.

sudo
 
apt
 
full-upgrade
	
Перехід
 
від
 
однієї
 
основної
 
версії
 
дистрибутиву
 
до
 
наступної

```